# Rioraja agassizii
A Rioraja agassizii a porcos halak (Chondrichthyes) osztályának rájaalakúak (Rajiformes) rendjébe, ezen belül az Arhynchobatidae családjába tartozó faj.
Nemének az egyetlen faja.

## Előfordulása
A Rioraja agassizii előfordulási területe az Atlanti-óceán nyugati felének a délebbi részén van. A brazíliai Espírito Santo nevű államtól egészen Argentínáig található meg.

## Megjelenése
Eddig a legnagyobb kifogott példány 33 centiméteres volt. A háti részének színezete sötétbarna, a mellúszóinak a szélei sárgásig világosodnak.

## Életmódja
Szubtrópusi tengeri rájafaj, amely csak 130 méteres mélységbe merül le. Általában a part menti szakaszokat választja élőhelyéül. Tápláléka rákok, puhatestűek és csontos halak.

## Szaporodása
Belső megtermékenyítés által szaporodik. A nőstény a homokos vagy iszapos fenékre, kettesével hosszúkás tojástokokat rak. A tojástokok sarkai élesek és kemények.